# هامبورگ (داکوتای شمالی)
هامبورگ(به انگلیسی: Hamberg) شهری در ایالت داکوتای شمالی کشور ایالات متحده آمریکا است که جمعیت آن در سرشماری سال ۲۰۱۰ میلادی، ۲۱ نفر بوده‌است.